# Келі Маккей
Келі Маккей (англ. Caeli McKay, 25 червня 1999) — канадська стрибунка у воду.
Учасниця Олімпійських Ігор 2020 року.
Призерка Ігор Співдружності 2018 року.
Переможниця Панамериканських ігор 2019 року.